# The Who Sings My Generation
My Generation es el álbum debut de la banda británica de rock The Who, grabado y publicado 1965. En Estados Unidos, el álbum fue titulado The Who Sings My Generation, con una portada y una lista de canciones distintas. Fue considerado por muchos críticos como uno de los mejores álbumes de la historia del rock en diversas listas.
El álbum fue realizado de forma inmediata tras el éxito de los primeros sencillos del grupo. Según las notas incluidas en la edición deluxe del álbum, The Who Sings My Generation fue denominado posteriormente por los componentes del grupo como un trabajo rudo que no representaba sus interpretaciones de la época. Por otra parte, muchos críticos musicales han denominado el álbum como uno de los mejores trabajos de rock en diversas listas. En 2006, My Generation era incluido en el puesto 49 de la lista de los 100 mejores álbumes británicos, elaborada por NME. Asimismo, el álbum fue incluido en el libro 1001 Albums You Must Hear Before You Die.
La canción que da título al álbum fue inducida en el Grammy Hall of Fame en 1999 y supone una de las canciones más conocidas del grupo, así como un himno de la historia del rock'n'roll. Y muchos críticos de la música han denominado el álbum como entre los mejores de long plays de rock.
La revista Rolling Stone colocó el álbum en el puesto #94 en su lista de los 100 mejores álbumes debut de todos los tiempos.

## Historia
El álbum fue realizado durante el periodo Maximum R&B que caracterizó los primeros años de vida de The Who, e incluye numerosos temas R&B junto a otras nuevas composiciones de Pete Townshend.
Según las notas incluidas en el libreto de la edición deluxe, "I'm a Man" fue eliminada de la edición estadounidense por su contenido sexual. La edición americana eliminaría también un extracto antes del último verso en la canción "The Kids Are Alright".
Algunas de las canciones del álbum serían publicadas posteriormente como sencillos: "My Generation", que precedió a la edición del álbum, alcanzó el puesto #2 en las listas británicas. "A Legall Matter", "La-La-La Lies" y "The Kids Are Alright" también serían publicados como sencillos, si bien no alcanzarían el éxito del primer tema. "The Kids Are Alright" llegaría al puesto #8 en las listas de éxitos de Suecia.
"My Generation" y "The Kids Are Alright" suponen dos de los temas más conocidos y más versionados del grupo. Mientras "My Generation" es un tema agresivo y crudo que presagió el movimiento punk rock, "The Kids Are Alright" es un tema más sofisticado y más cercano al género pop. Junto a otros temas primerizos del grupo como "I Can't Explain" y "So Sad About Us", están considerados como un importante precursor del movimiento power pop.
La edición norteamericana sustituyó la portada original del álbum por otra fotografía tomada desde cierta altura a los componentes del grupo, y en donde John Entwistle aparece cubierto por una chaqueta con la bandera británica.

## Lista de canciones
Todos los temas compuestos por Pete Townshend excepto donde se anota.

### My Generation(edición británica)
Cara A
1. "Out in the Street" - 2:33
2. "I Don't Mind" (James Brown) - 2:40
3. "The Good's Gone" - 4:01
4. "La-La-La-Lies" - 2:20
5. "Much Too Much" - 2:50
6. "My Generation" - 3:20

Cara B
1. "The Kids Are Alright" - 2:47
2. "Please, Please, Please" (Brown/Terry) - 2:47
3. "It's Not True" - 2:34
4. "I'm a Man" (McDaniel) - 3:25
5. "A Legal Matter" - 2:50
6. "The Ox" (Townshend/Moon/Entwistle/Hopkins) - 3:51

### The Who Sings My Generation(edición estadounidense)
1. "Out in the Street"
2. "I Don't Mind" (Brown)
3. "The Good's Gone"
4. "La-La-La Lies"
5. "Much Too Much"
6. "My Generation"
7. "The Kids Are Alright"
8. "Please, Please, Please" (Brown/Terry)
9. "It's Not True"
10. "The Ox" (Townshend/Moon/Entwistle/Hopkins)
11. "A Legal Matter"
12. "Instant Party"

### The Who Sings My Generation(edición deluxe)

#### Disco uno
1. "Out in the Street"
2. "I Don't Mind"
3. "The Good's Gone"
4. "La-La-La Lies"
5. "Much Too Much"
6. "My Generation"
7. "The Kids Are Alright"
8. "Please, Please, Please"
9. "It's Not True"
10. "I'm a Man"
11. "A Legal Matter"
12. "The Ox"
13. "Circles (Instant Party)"

Temas adicionales
1. "I Can't Explain"
2. "Bald Headed Woman"
3. "Daddy Rolling Stone"

#### Disco dos
1. "Leaving Here"
2. "Lubie (Come Back Home)"
3. "Shout and Shimmy"
4. "(Love Is Like A) Heat Wave"
5. "Motoring"
6. "Anytime You Want Me"
7. "Anyway, Anyhow, Anywhere"
  - Toma alternativa
8. "Instant Party Mixture"
9. "I Don't Mind"
10. "The Good's Gone"
11. "My Generation"
  - Versión instrumental
12. "Anytime You Want Me"
  - Versión a capella
13. "A Legal Matter"
  - Versión monoaural
14. "My Generation"
  - Versión monoaural

## Personal

### The Who
- Roger Daltrey: voz
- Pete Townshend: guitarra y voz
- John Entwistle: bajo y voz
- Keith Moon: batería y percusión

### Otros músicos
- Nicky Hopkins: piano
- The Ivy League: coros en "I Can't Explain" y "Bald Headed Woman"
- Perry Ford: piano en "I Can't Explain"
- Jimmy Page: guitarra en "Bald Headed Woman" y "I Can't Explain"

## Listas de éxitos

### Álbum
| País        | Posición más alta | Semanas en lista |
| ----------- | ----------------- | ---------------- |
| Reino Unido | 2                 |                  |

### Sencillos
| Año  | Sencillo               | Lista                 | Posición |
| ---- | ---------------------- | --------------------- | -------- |
| 1965 | "My Generation"        | Billboard Pop Singles | 74       |
| 1965 | "My Generation"        | UK Singles Charts     | 2        |
| 1966 | "A Legal Matter"       | UK Singles Charts     | 32       |
| 1966 | "The Kids Are Alright" | UK Singles Charts     | 41       |